# ولوت ملی (فیلم)
ولوت ملی (انگلیسی: National Velvet) فیلمی در ژانر درام به کارگردانی کلارنس براون است که در سال ۱۹۴۴ منتشر شد.

## بازیگران
- میکی رونی
- دونالد کریسپ
- الیزابت تیلور
- ان رویر
- آنجلا لنسبوری
- آرتور تریچر
- مونا فریمن
- فردریک ورلاک
- والیس کلارک

## اسکار
این فیلم در مراسم اسکار ۱۹۴۵ برنده دو جایزه شده‌است:
برندگان
- جایزه اسکار بهترین بازیگر نقش مکمل زن - ان رویر
- جایزه اسکار بهترین تدوین فیلم - رابرت جی. کرن

نامزدها
- جایزه اسکار بهترین کارگردانی - کلارنس براون
- جایزه اسکار بهترین کارگردانی فیلم رنگی سدریک گیبنز و Urie McCleary; (طراحی داخلی) Edwin B. Willis و Mildred Griffiths
- جایزه اسکار بهترین فیلمبرداری - لئونارد اسمیت